# Jean-Claude Muyambo Kyassa
Jean-Claude Muyambo Kyassa, né le 26 octobre 1965 à Kolwezi, est un homme politique de la République démocratique du Congo, président national du parti politique Solidarité congolaise pour la démocratie et le développement (SCODE).
Avant d'être ministre, il est bâtonnier du barreau de Lubumbashi pendant 3 ans et est remplacé par Cyrille Ngoy Kyobe. Il fait fortune à la suite de la libéralisation du secteur minier, alors que les entreprises minières fait appel à lui. Il possède un parc animalier de 400 ha appelé Muyambo Park, une chaîne télévisée et une chaîne de radio, la Radio Télévision Lubumbashi Jua (RTLJ) qui émet à Lubumbashi dans la province du Haut-Katanga et des environs sur 89.3 MHz et la télévision sur 495.25 UHF.
Du 5 février 2007 jusqu'en 2009, il est ministre des Affaires humanitaires dans le gouvernement d'Antoine Gizenga.
En janvier 2023, Jean-Claude Muyambo Kyassa annonce sa candidature à l'élection présidentielle prévue pour 2023. Il annonce aussi quitter l'Union sacrée qui soutient le président Félix Tshisekedi.
Lors des élections générales prévues en décembre 2023, il fait acte de candidature aux législatives provinciales dans la circonscription électorale de la ville de Lubumbashi où il perd.

## Publications
- Les règles de la profession d'avocat & les usages du Barreau de Lubumbashi, Muyambo & Associates, Lubumbashi, 2001, 335 p.
- La réalité katangaise, The Bureau, Johannesburg, 2006, 354 p.